# Luché-Thouarsais
Luché-Thouarsais település Franciaországban, Deux-Sèvres megyében. Lakosainak száma 533 fő (2022. január 1.). Luché-Thouarsais Bressuire, Coulonges-Thouarsais, Geay, Luzay, Sainte-Gemme, Saint-Varent és Thouars községekkel határos.

## Népesség
A település népességének változása:
| Lakosok száma | 504  | 506  | 512  | 509  | 514  | 526  | 528  | 531  | 533  |
|               | 2013 | 2015 | 2016 | 2017 | 2018 | 2019 | 2020 | 2021 | 2022 |